# Santiago Alseseca
Santiago Alseseca är en ort i Mexiko.   Den ligger i kommunen Tecamachalco och delstaten Puebla, i den sydöstra delen av landet, 160 km öster om huvudstaden Mexico City. Santiago Alseseca ligger 2 082 meter över havet och antalet invånare är 6 490.
Terrängen runt Santiago Alseseca är kuperad åt nordost, men åt sydväst är den platt. Runt Santiago Alseseca är det ganska tätbefolkat, med 100 invånare per kvadratkilometer. Närmaste större samhälle är Tecamachalco, 5,1 km nordväst om Santiago Alseseca. Trakten runt Santiago Alseseca består till största delen av jordbruksmark.